# Acanthaster ellisi
Espèce
Acanthaser ellisi (ou ellisii) est une espèce d'étoile de mer de la famille des Acanthasteridae.

## Description
C'est une acanthaster typique, avec un disque central large et rond, de nombreux bras (plus d'une dizaine), et une cuticule couverte d'épines, cependant plus courtes et moins pointues que celles d'Acanthaster planci. Les bras sont également plus courts, le disque central plus important, presque entièrement recouvert d'aires porifères rouge vif (mais les papules étant rétractiles ce trait et variable), et l'apparence globale plus « potelée » et moins agressive.

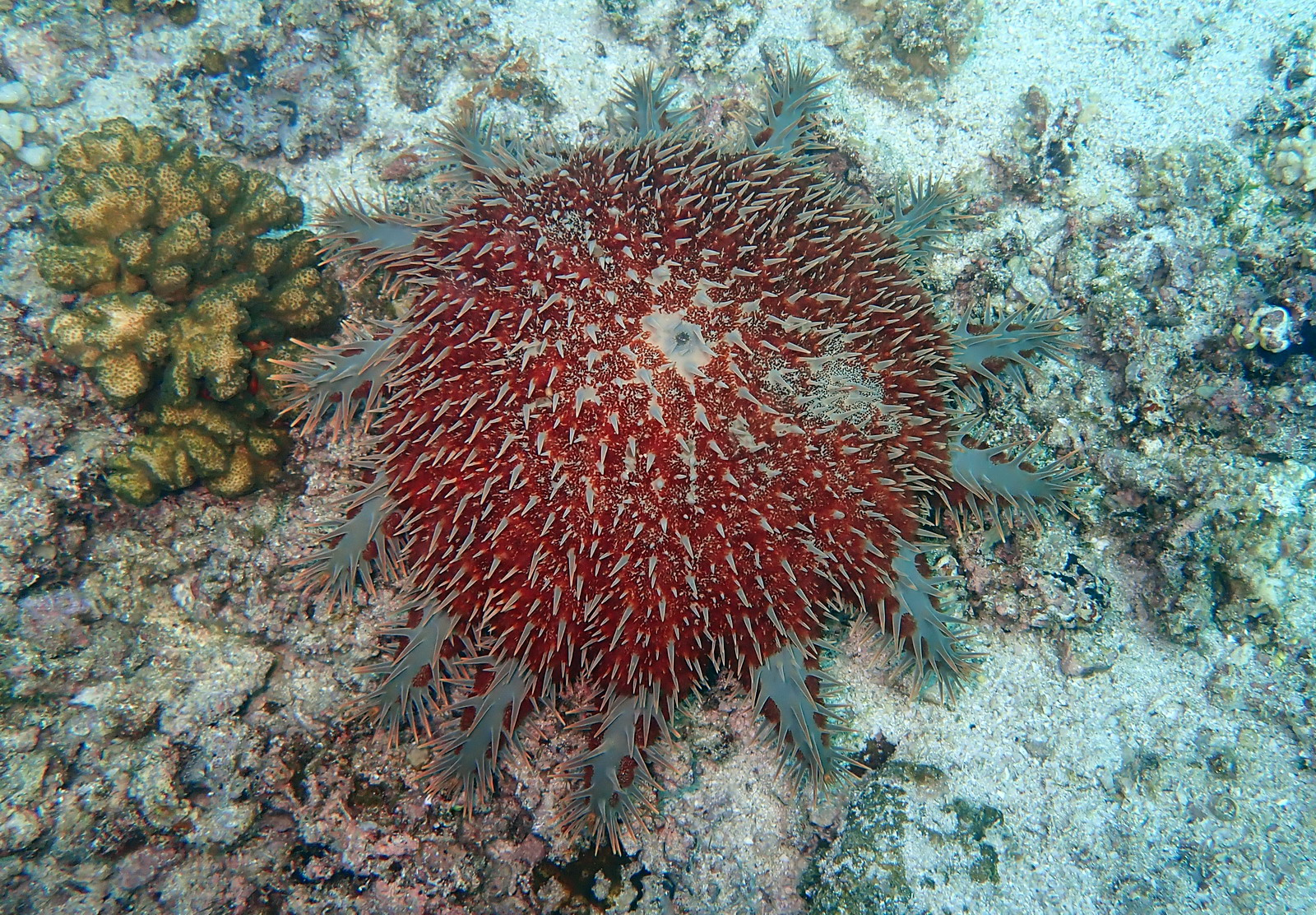
Acanthaster planci "ellisi" observée dans le Golfe du Mexique.

## Systématique
Cette étoile de mer, assez rare, est une proche parente, voire une sous-espèce, de la célèbre espèce invasive « Couronne d'épines » (Acanthaster planci, ou Acanthaster solaris pour la version de l'océan Pacifique). De nombreux organismes de taxinomie la classent comme sous-espèce voire comme synonyme de 'Acanthaster planci, mais l'espèce est considéré valide selon Haszprunar & Spies (2014), qui l'épelle « Acanthaster ellisii ».
Cette étoile semble pouvoir s'hybrider avec les deux autres représentantes du genre Acanthaster, ce qui compliqué la tâche des taxonomistes et explique les désaccords quant au classement de ces espèces.
La séparation du genre Acanthaster en espèces varie donc d'un auteur à l'autre : ainsi, selon P.J. Moran (1990), le genre Acanthaster compterait deux espèces, A. planci et A. brevispinus, la première étant elle-même divisée en plusieurs sous-espèces, dont ellisi et les différents taxons de planci. Selon Vogler, il y aurait 4 sous-espèces régionales d'A. planci, dont A. planci ellisi serait la forme typique du Pacifique Est.
Haszprunar, Vogler et Wörheide proposent depuis 2017 de diviser A. planci en Acanthaster planci (Linnaeus, 1758) (nord de l'océan Indien), A. mauritiensis de Loriol, 1885 (sud de l'océan Indien), A. solaris (Schreber, 1795) (océan Pacifique) et une espèce encore non nommée endémique de Mer Rouge, et placent A. ellisi en synonymie avec A. solaris. L'espèce pacifique se caractériserait par une couleur plus souvent grise, mais la diversité des robes interdit toute généralité, et ces espèces, si leur statut est confirmé, n'ont pour le moment aucune clef de détermination autre que génétique (ou géographique).
Actuellement, cette espèce rare figure rarement dans les études sur son genre, et certains scientifiques considèrent encore A.ellisi comme une simple forme locale d'A. planci/solaris pour le Pacifique Est, notamment dans le Golfe de Californie. Toutefois, la littérature taxonomique donne l'espèce valide, même si elle n'est pas référencée sur le World Register of Marine Species.

## Répartition
Acanthaser ellisi se rencontre principalement dans le Pacifique Est (notamment le golfe de Californie), mais elle pourrait exister dans tous les écosystèmes coralliens de l'indo-pacifique.
Cette espèce, encore mal définie, est peu répandue et demeure bien moins connue que sa cousine, ne causant pas les mêmes ravages.